# 町井登志夫
町井 登志夫（まちい としお、1964年12月9日 -）は、日本の小説家。

## 人物
- 愛知県出身。
- 南山大学文学部教育学科卒業。在学時のサークルはLLC（南山大学 Logos Life Community）及びPPC（南山大学野外宗教劇 Passion Play Club）に所属
- 日本SF作家クラブ会員[2]。
- 日本推理作家協会会員[1]。
- 2001年、西暦2025年を舞台にしたSF小説「今池電波聖ゴミマリア」で小松左京賞を受賞。代表作に、『爆撃聖徳太子』など。
- 2004年、『血液魚雷』で宝島社主催の第3回『このミステリーがすごい!』大賞の最終選考に残る[3]も落選。

## 略歴
- 1981年 - 「ピート!」で第3回ニッポン放送青春文芸賞を受賞。
- 1997年 - 「電脳のイヴ」でホワイトハート大賞優秀賞（講談社）を受賞。
- 2001年 - 「今池電波聖ゴミマリア」で小松左京賞を受賞。

## 作品

### 小説
- 電脳のイヴ 講談社（講談社X文庫・ホワイトハート）1997年 ISBN 4-06-255300-7
- 今池電波聖ゴミマリア 角川春樹事務所 2001年 ISBN 4-89456-932-9
- 諸葛孔明対卑弥呼 角川春樹事務所（ハルキ・ノベルス）2002年 ISBN 4-7584-2002-5 → PHP文芸文庫 2015年 ISBN 978-4-569-76299-9
- 爆撃聖徳太子 角川春樹事務所（ハルキ・ノベルス）2004年 ISBN 4-7584-2033-5 → PHP文芸文庫 2012年 ISBN 978-4-569-67839-9
- 血液魚雷 早川書房（ハヤカワSFシリーズ Jコレクション）2005年 ISBN 4-15-208672-6
- 飛鳥燃ゆ――改革者・蘇我入鹿 PHP研究所 2009年 ISBN 978-4-569-77234-9
- 歴女カオルの「良いお金」と「悪いお金」の経済学 日本文芸社 2011年 ISBN 4-53-725815-2
- DOCTORS 最強の名医 朝日新聞出版（朝日文庫）2013年 ISBN 978-4-022-64711-5
- 倭国本土決戦 諸葛孔明対卑弥呼 PHP文芸文庫 2015年 ISBN 978-4-569-76360-6
- 細菌汚染 PHP研究所 2016年 ISBN 978-4-569-83019-3

#### 電子書籍
- 夢幻∞シリーズ　婚活！フィリピーナ 小学館 2015年2月～ 既刊21

#### 選集
- セルロイドの夏 ニッポン放送編 サンケイ出版 1982年
  - ピート!
- 井上雅彦監修 光文社（光文社文庫・「異形コレクション」シリーズ）
  - マスク - 『マスカレード』所収 2002年 ISBN 4-334-73274-7
  - ヘリカル - 『恐怖症』所収 2002年 ISBN 4-334-73324-7
  - 3D - 『キネマ・キネマ』所収 2002年 ISBN 4-334-73381-6
  - 蛇 - 『獣人』所収 2003年 ISBN 4-334-73467-7
  - 人魚伝説 - 『夏のグランドホテル』所収 2003年 ISBN 4-334-73510-X
  - ギーワン - 『アジアン怪綺』所収 2003年 ISBN 4-334-73612-2